# 中村茂 (外交官)
中村 茂（なかむら しげる、1911年8月31日 - 1985年5月25日）は、日本の外交官。駐ポーランド特命全権大使や、駐ブラジル特命全権大使を務めた。

## 人物・経歴
千葉県出身。1935年高等試験外交科合格。1936年東京商科大学（現一橋大学）卒業。1937年に外交官補に任官後、アメリカ合衆国や、ソビエト連邦、外務省調査部第二課、外務省政務局第三課で勤務。
1950年賠償庁特殊財産部長心得兼特殊財産部総務課長。1951年出入国管理庁長官官房秘書課長。1952年法務省入国管理局総務課長、法務教官。1953年外務大臣官房会計課長、在外公館等借入金整理準備審査会幹事。
在ロス・アンゼルス日本国総領事館総領事を経て、1958年在パキスタン日本国大使館参事官。1961年外務大臣官房審議官。1962年から駐スーダン特命全権大使を務め、駐ソマリア特命全権大使も兼務した。
1968年外務大臣官房審議官。同年駐ポーランド特命全権大使。1970年駐ブラジル特命全権大使。1973年退官。1981年勲二等旭日重光章受章。1985年叙従三位。